# Cantón de Cádiz

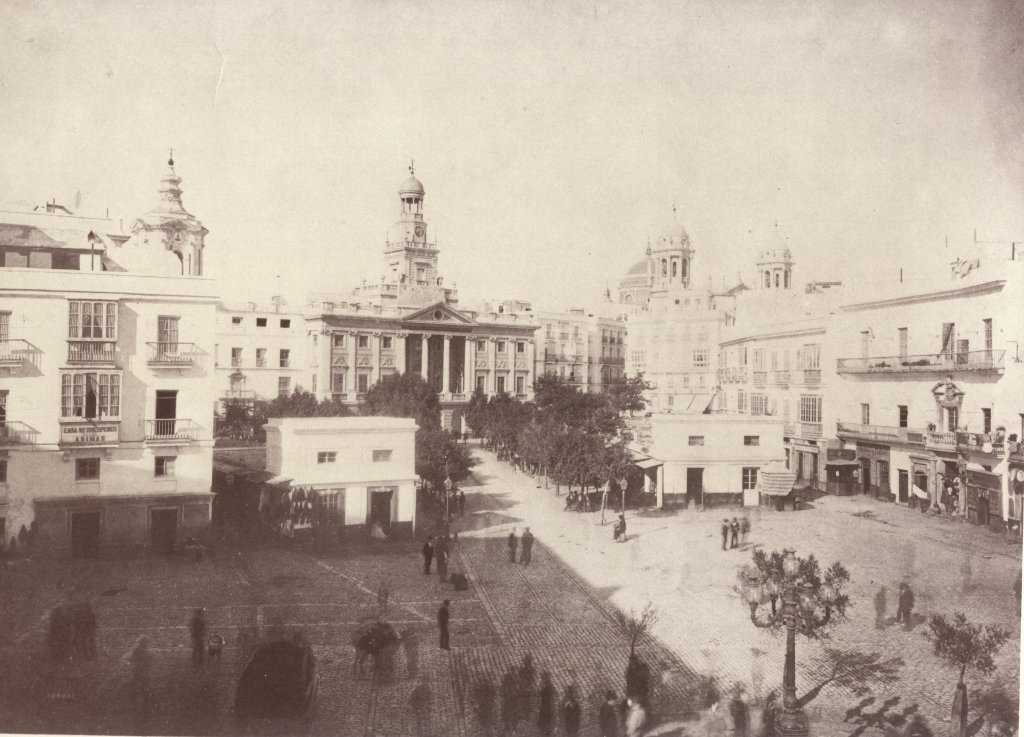
La plaza de San Juan de Dios y el Ayuntamiento de Cádiz en el.

El 19 de julio de 1873 se proclama el Cantón de Cádiz y se aboga por República Federal, secundando el movimiento cantonal español iniciado en Cartagena. El 4 de agosto del mismo año se disuelve el mismo, al entrar en la ciudad las tropas del General Pavía.

## Antecedentes

### La Gloriosa en Cádiz

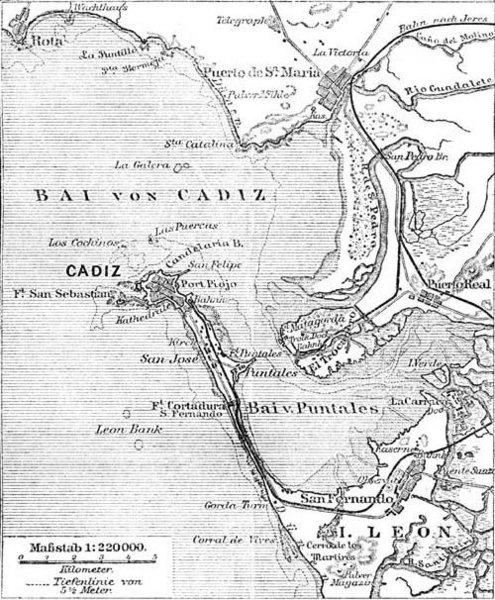
Mapa de la bahía de Cádiz en 1888.

El 18 de septiembre de 1868 los generales Prim y Serrano, contando con la escuadra del almirante Topete se sublevan contra la reina Isabel II. Escogen Cádiz como cuna del alzamiento militar por varias razones, entre las que podrían contarse:
- El apoyo que creían iban a tener de la sociedad gaditana, muy descontenta con el Gobierno de la nación.
- La presencia en aguas de Cádiz de la escuadra de Topete.
- La proximidad a Gibraltar, punto de reunión de los conspiradores progresistas.

El Gobierno, que conocía desde principios de 1868 las intenciones de los conspiradores, envía como gobernador militar de Cádiz a un hombre de confianza, el general Joaquín de Bouligni, que desmantela parte del material de guerra de la ciudad y lo pone a buen recaudo en el castillo de San Sebastián. A primeros de julio de 1868 es informado de que los conspiradores han salido de París y Londres, y que se están comprando armas y reclutando gente. En agosto duda de la lealtad del regimiento Cantabria, de guarnición en Cádiz, sometiéndolo a vigilancia, lo que comunica al Gobierno, sin recibir instrucciones.
El 2 de septiembre recibe informes de que los conjurados se dirigen a algún punto del litoral gaditano, a bordo de la goleta Cliftonson, con hombres y armas. Convoca al almirante Topete, que le promete permanecer fiel al Gobierno.
El día 16 Prim embarca en Gibraltar para presentarse en Cádiz el 17 a bordo de la fragata Zaragoza, donde se entrevista con Topete y con varios demócratas gaditanos, entre los que se encuentra el jerezano Paúl y Angulo, que comunica haber infiltrado en Cádiz 80 hombres de su confianza de Jerez, que están repartidos en puntos estratégicos de la ciudad. Por la tarde de ese día empiezan a correr rumores por Cádiz del inminente alzamiento.

#### 18 de septiembre

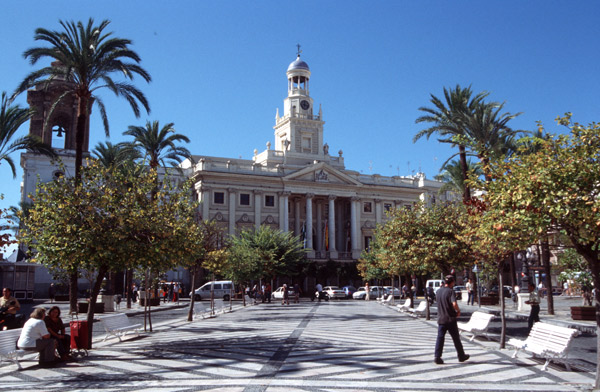
Ayuntamiento de Cádiz.

En el mismo momento en que el gobernador militar procede a leer el bando de declaración del estado de sitio en Cádiz, para prevenir la sublevación, parte de la escuadra se presenta en la bocana del puerto y dispara 21 cañonazos, declarándose en rebeldía. El regimiento Cantabria se subleva y, apoyado por los hombres de Jerez, ocupa los edificios públicos. Por la tarde del 18, la revolución ha triunfado sin derramar ni una gota de sangre. En la noche del 18, miembros de los partidos demócratas de la ciudad se reúnen en el Ayuntamiento.

#### 19 de septiembre

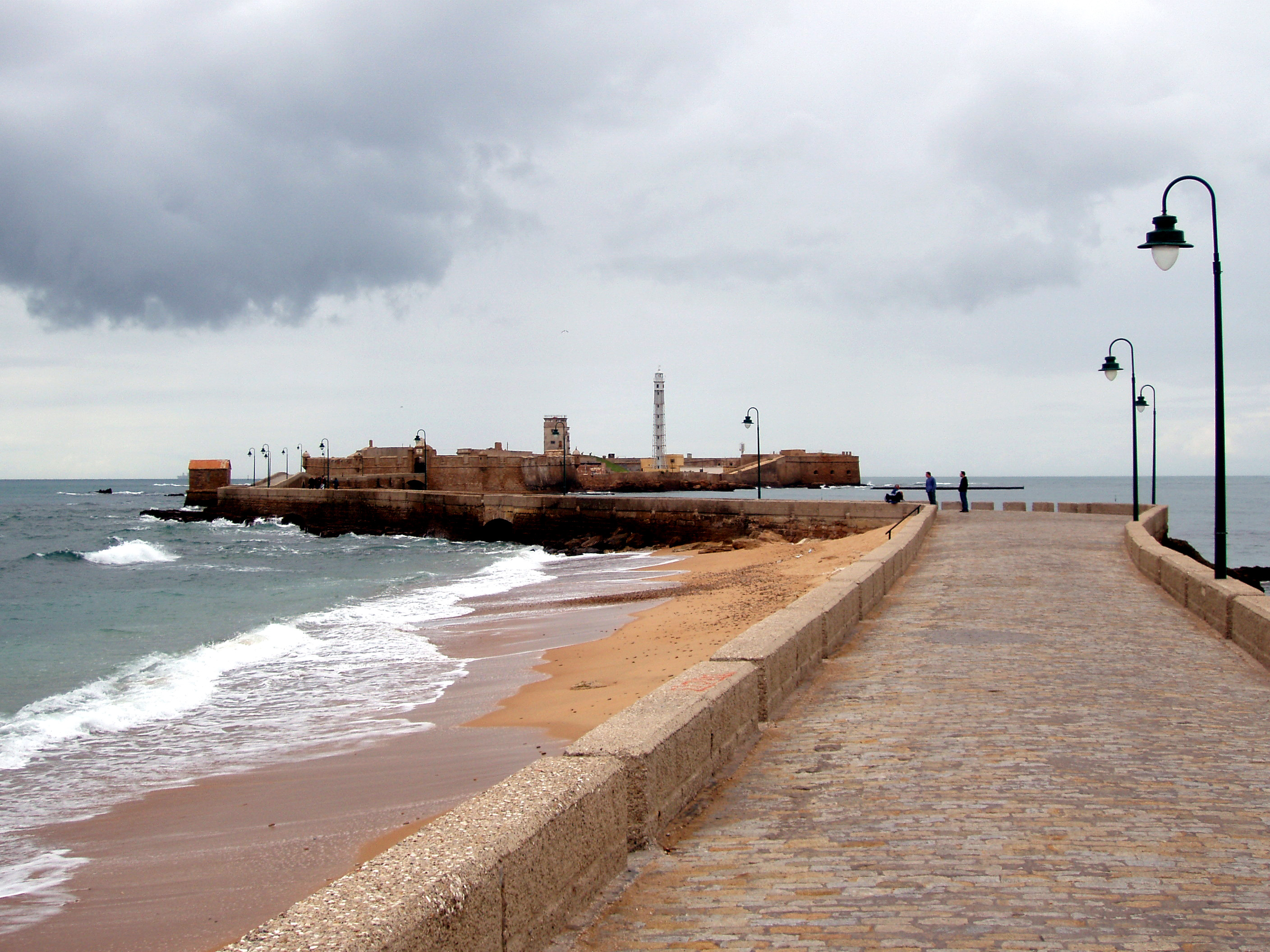
Castillo de San Sebastián.

A las 3 de la madrugada se crea en el Ayuntamiento la Junta Revolucionaria Provisional, nombrando presidente a José de Sola, vicepresidente a Antonio de Mora y secretario a Eduardo Benot. A esa misma hora entran en la ciudad Prim y Topete, siendo aclamados por el pueblo. Topete se dirige hacia el castillo de San Sebastián, donde se ha hecho fuerte Bouligny, y consigue hacerle deponer de su actitud, prometiendo dejarle en libertad para desplazarse a donde quisiera. 
Prim da por aprobadas las disposiciones tomadas por la Junta Provisional, que, entre otras, eran:
- Suprimir el cobro por el consumo de carne
- Suprimir las tasas por venta de artículos alimenticios
- Suprimir los alquileres de los puestos de la plaza de la Libertad
- Pedir el desestanco del tabaco y de la sal
- Suprimir la voz Ave María y el canto de la hora por los serenos
- Establecer libertad de cultos
- Nombrar patrullas de vecinos para atender a la seguridad pública
- Establecer la libertad de enseñanza pública
- Establecer la libertad de imprenta
- Establecer la libertad de reunión, de asociación y de comercio
- Hacer obras públicas para dar trabajo al pueblo
- Nombrar una comisión para investigar la quiebra del Banco de Cádiz y de la Sociedad de Crédito Comercial, quiebras a las que se consideraba culpables de la decadencia gaditana.

#### 20 de septiembre
Prim, posiblemente debido a lo avanzado de algunas de sus decisiones, disuelve la Junta Provisonal, agradeciendo los servicios prestados. La Junta acepta su disolución haciendo constar en acta; 

La Junta acepta las explicaciones dadas por la Comisión y se reserva adoptar la línea de conducta que estimase más conveniente con limitación al pacto revolucionario que ha presidido entre los partidos liberales y el Glorioso Alzamiento que en estos instantes se verifica en el país.
Acta Capitular del 20 de septiembre de 1868. Apartado 2, pág. 75

En el palacio de la Aduana (hoy Diputación Provincial de Cádiz) comienza a funcionar la Junta General del Gobierno Provincial, presidida por Topete, en la que participan algunos de los miembros de la disuelta Junta Provisional. El mismo día toma las siguientes resoluciones:
- No tomar ninguna resolución que pueda tener carácter de ley permanente del Estado.
- Aceptar la Constitución que se dé al país.
- Adoptar y hacer obedecer las medidas necesarias para el triunfo del Alzamiento Nacional.

Además, nombra general en jefe del Ejército al duque de la Torre, jefe superior de la Marina a D. Juan Topete y gobernador de Cádiz a D.Práxedes Mateo Sagasta, disuelve el Ayuntamiento, la Diputación y el Consejo Provincial y nombra tres comisiones: una de Guerra y Marina, otra de Hacienda y una tercera de Gobierno.

#### 21 de septiembre y siguientes
El 21 la Junta Provincial acuerda formar una Junta Local que haga las veces de Ayuntamiento, con facultades para tratar sobre precios, instrucción pública y para nombrar una comisión que investigue las causas de la quiebra del Banco de Cádiz y procesar a los culpables. 
La Junta Local, formada inicialmente por 36 miembros, de los que solo 14 eran demócratas, tuvo muchos problemas internos debidos a la disparidad de las ideologías. Ante lo avanzado del programa político de los demócratas, los miembros más conservadores fueron dimitiendo, llegando a tener reuniones de tan solo 19 miembros, con mayoría demócrata. Algunas de sus decisiones conflictivas fueron:
- Decidir el derribo del convento de Las Descalzas, para convertirlo en mercado y plaza pública y así dar trabajo a la clase trabajadora.
- Crear un cuerpo armado de voluntarios. Se crearon dos batallones de voluntarios a los que se dotó con 2.000 fusiles.
- Prohibir todas las manifestaciones externas de culto religioso (Propuesta por Fermín Salvochea y aprobada el 28 de septiembre)
- El 19 de octubre se aprueba la peseta como moneda de curso legal.

Por su parte, la Junta Provincial acuerda el 24 el desestanco del tabaco y de la sal, reducir un 31% los aranceles de la Aduana y considerar el comercio marítimo entre los puertos de la provincia y las Antillas como navegación de cabotaje. Cádiz disfrutó muy poco tiempo de estos acuerdos, ya que al establecerse en Madrid el Gobierno Provisional, fueron abolidos por el Ministerio de Hacienda, haciendo esta abolición que muchos demócratas gaditanos que habían apoyado el alzamiento, considerasen al nuevo gobierno y sus promesas como una farsa, lo que propició la idea de obtener para Cádiz una cierta independencia, al estilo de las ciudades hanseáticas.

#### El aumento de la problemática
Los roces entre las dos Juntas gaditanas son cada vez más graves, no pasando a mayores gracias a las intervenciones de Topete.
La Junta Local trata de organizar una manifestación pública, decisión no aceptada por la Junta General. También pretende encarcelar a varios consejeros del Banco de Cádiz, lo que tampoco aprueba la Junta General.
El 3 de octubre se corre la voz de que en el convento de Santo Domingo hay armas escondidas, y una multitud intenta tomarlo, lo que es evitado por el ejército. Este bulo fue iniciado por un miembro del partido demócrata, que fue posteriormente desterrado a Ceuta por el gobernador civil.
La derrota de los gubernamentales en la Batalla de Alcolea a finales septiembre de 1868 permite que se forme un Gobierno provisional en Madrid. Topete y Sagasta abandonan Cádiz para formar parte del mismo. Una vez formado el Gobierno provisional, los demócratas gaditanos, al igual que los de otras ciudades de España, piden explicaciones a Madrid por no haberse incluido ningún miembro de su partido en el nuevo Gobierno.
El Gobierno Central, para acallar la reacción, publica el 16 de octubre de 1868 un Decreto por el que se crean nuevas Juntas por sufragio universal, rebajando la edad de los votantes y facultando a las Juntas Provinciales para elegir Ayuntamientos y Diputaciones. Pero el 18 el ministro de Gobernación anula las elecciones y disuelve todas las Juntas, ante lo que la Junta Local de Cádiz protesta enérgicamente contra lo que considera un atentado a la libertad, organizando una manifestación que se concentra ante la Aduana, sede de la Junta Provincial. La multitud intenta entrar en la Aduana, sin conseguirlo. Ante la grave situación, la autoridad civil cede el mando a la militar, que promulga un bando en el que amenaza castigar a los perturbadores. Los miembros demócratas de la Junta Provincial dimiten de sus cargos, y el partido republicano de Cádiz acuerda en una reunión en el teatro Circo que ninguno de sus miembros acepte ningún cargo público.
La Junta Provincial nombra un nuevo Ayuntamiento en el que los republicanos han decidido no participar. Y esta nueva corporación se encuentra con un grave problema: los dos batallones de voluntarios, creados por la disuelta Junta Local, no reconocen su autoridad.
A la vista de la situación, muy similar en varias ciudades de España, el Gobierno revoca la orden del 18 de octubre, y convoca elecciones para diciembre. Los partidos empiezan su campaña electoral. En Cádiz, el partido republicano, muy activo, hace una campaña de prensa contra sus oponentes, sintiéndose fuertes por el respaldo popular y sus dos batallones de voluntarios. Pero el 30 de noviembre, el nuevo Ayuntamiento, cumpliendo órdenes de Madrid, exige la entrega de las armas de los batallones de voluntarios. Estos se niegan, y Salvochea, jefe del segundo batallón, junto a 50 de sus hombres, publica un escrito en el que se declaran republicanos demócratas. Ante el cariz que están tomando los acontecimientos, el Gobierno vuelve a suprimir las elecciones.
La situación en Cádiz es muy difícil. Los demócratas gaditanos, que apoyaron el Alzamiento de Prim y Topete, se encuentran enfrentados al poder central. Además, pese a las bajadas de impuestos, los alimentos no bajan, el paro aumenta y los comerciantes sufren dificultades y se enfrentan a una Hacienda que pretende subir los impuestos.

### Los sucesos del 5 de diciembre de 1868
Como se venía haciendo en muchos pueblos de la provincia (Vejer, Los Barrios, Olvera, etc) y siguiendo órdenes de Práxedes Mateo Sagasta, muchas figuras del Partido Republicano Federal fueron apresadas e inhabilitadas de sus cargos. El alcalde portuense Francisco Antonio Barreda fue detenido y cesado. Javier de Winthuysen, nuevo alcalde unionista, suspendió los trabajos de demolición del convento de los Descalzos el 4 de diciembre. Dicha demolición daba trabajo a los parados lo que provocó una huelga de obreros que fue apoyada por los voluntarios locales. La noticia de que el Ejército iba a acudir a sofocarla y que luego se dirigirá a Cádiz para desarmar a los voluntarios se hizo eco en la capital gaditana. El día 5 tras una corta reyerta con doce víctimas los obreros son vencidos y se ven obligados a escapar a los bosques mas próximos.
Mientras en Cádiz el día 5 de diciembre José González de la Vega, gobernador civil interino, resignó el poder en Joaquín de Peralta, gobernador militar de Cádiz y antiguo alcalde corregidor de Sevilla, que a las 13:30 declaró la provincia en estado de guerra suprimiendo los derechos civiles y exigir el desarme de la ciudadanía. El comandante uno de los batallones de Voluntarios de Cádiz fue arrestado por De Peralta cuando fue a pedir explicaciones. Las escaramuzas comenzaron cuando los soldados cargados con las artillería, que iban a embarcar para llevar al Puerto de Santa María, fueron interceptados por un grupo de Voluntarios camino del puerto en la calle Alfonso el Sabio. Los milicianos, unos 3000, ocuparon el Ayuntamiento y las casas colindantes a las 14:30 y comenzaron a levantar barricadas en la calle Mentidero y en la Plaza San Juan de Dios desde donde rechazaron las incursiones que intentó hacer la infantería desde la Puerta de Tierra y el cuartel de Santa Elena. En Capuchinos y barrio de Santa María la lucha entre ambos bandos fue fiera y  hubo una gran cantidad de lanzamientos de obuses desde el Castillo de Santa Catalina y La Caleta. Tras 72 horas las posiciones estuvieron prácticamente y los intentos de los Cazadores barceloneses y madrileños por tomar recuperar el Ayuntamiento fueron rechazados. La falta de guardias en la cárcel hizo que se produjese una fuga, pero los propios Voluntarios, en un intento por demostrar su utilidad, garantizaron el orden.
El día 8, el Cuerpo Consular acreditado en Cádiz consigue una tregua de 48 horas que se celebró con el repique de las campanas, durante la que aprovechan para abandonar la ciudad unas 30.000 personas. Los Voluntarios aprovecharon para ganar terreno dirección a las murallas, reponer las barricadas e incinerar o enterrar los cadáveres entre los que se encuentra De Peralta. Se produjo una reunión entre Fermín Salvochea, comandante de los Voluntarios y el brigadier Pazos en la que Salvochea ofreció cesar el combate si la orden de desarmar a los Voluntarios es retirada. Joaquín Pastor, delegado del Ayuntamiento, se dirigió a Madrid a negociar la paz alegando que los "insensatos han sido las autoridades y no el pueblo y que la justicia del Gobierno debe castigarlos". Por su parte Juan Prim adujo que <<el Gobierno provisional no ha provocado la lucha insensata que sostienen los revoltosos en Cádiz y que si quieren que cese que arríen la bandera enemiga de la revolución y por ende de la libertad>>.
Mientras se produce la tregua los medios de comunicación locales pidieron la protección del cuerpo diplomático ante el temor de convertir a Cádiz en un cantón internacional y los medios conservadores desde Madrid exigen un castigo ejemplar contra los gaditanos. Los alcaldes de diferentes pueblos gaditanos piden el cese de las hostilidades por parte del gobierno y en Sevilla y Jerez se organizan manifestaciones en honor a los Voluntarios, a favor de la República y la democracia y en contra de las monarquías.
Durante la tregua en el bando gubernamental el capitán general de Andalucía, Antonio Caballero y Fernández de Rodas, llegó con 6 batallones procedentes de Madrid  a San Fernando. Junto a ellos la corbeta Zaragoza y el buque Villa de Madrid desde Cartagena. Caballero de Rodas exige  como "único medio para que queda los insurrectos de evitar que sean tratados con inflexible rigor". Los Voluntarios ponen como condición la entrega de armas al cónsul de los Estados Unidos que los acompañó a parlamentar al barrio extramuros con el general unionista. Caballero respondió que antes consentir la entrega al cónsul estaba dispuesto "a llevar las cosas al más alto grado de rigor" aunque eso signifique "para Cádiz días de luto y desolación" y dio una nueva tregua de 12 horas para permitir a los ancianos, mujeres y niños salir de la ciudad.
Cuando se cumplió el plazo, el día 13, Caballero de Rodas entraba en la ciudad sin vitores y sin que nadie lo recibiera. El saldo final de la sublevación fue de 56 muertos y 195 heridos. Otras cifras dan más de 300 muertos.
Los días siguientes las instituciones gaditanas pidieron clemencia con el argumento de que durante los 8 días del conflicto el respeto y las propiedades de las ciudadanía habían sido absolutos. La prensa de corte burgués El Comercio cargó contra la prensa originaría madrileña de descalificar al Pueblo andaluz y de la publicación de numerosos bulos para terminar escribiendo: "¡Justicia para Cádiz! ¡Justicia para sus hijos! ¡Justicia para adversarios nuestros, cuyas ideas rechazamos, cuya rebelión condenamos altamente, pero cuya conducta en los momentos supremos de la lucha, no merece vituperio y es digna al contrario de nuestro respeto!
Finalmente se declaró a Fermín Salvoechea responsable de los actos y en vez del fusilamiento se le condenó a diez años de destierro. Caballero y Rodas, una vez terminada su misión en Cádiz, se dirigió pueblo por pueblo exigiendo la entrega de las armas de todos los Voluntarios en cumplimiento de la ley marcial y situó en Córdoba a su ejército desde donde podía recibir refuerzos con prontitud.

### La proclamación de la República
En la mañana del 12 de febrero de 1873, el periódico gaditano La Soberanía Nacional anuncia la proclamación de la República. Inmediatamente se organiza una manifestación que recorre las calles de Cádiz a los gritos de Viva la República y  Viva Cádiz. Debido a lo inestable de la situación política en los últimos años, tanto con el Gobierno Provisional como con la Monarquía Constitucional de Amadeo de Saboya, la mayor parte de los gaditanos, incluso los no republicanos, piensan que esta es la única solución política.
El Alcalde dimite, y, el 27 de febrero, el comité republicano federal publica su programa con los siguientes puntos:
- Nuevas elecciones
- Armar a los voluntarios de la República
- Pedir al Ministro de Gobernación, Pi y Margall,  que los obstáculos que existen para la autonomía del pueblo se despejen.

Pero pronto surgen discrepancias entre los republicanos federales, que están divididos en dos grupos: los benévolos y los intransigentes. Estos están dispuestos a llegar a la revolución armada para conseguir la transformación de la sociedad. El Diario de Cádiz del 7 de marzo publica 

que por no estar de acuerdo con la composición del comité, 13 personas pertenecientes a él abandonan su puesto, dejando este reducido a 12 miembros, cuya jefatura la seguía ejerciendo Salvochea.

El 8 de marzo se elige nuevo comité, y del 14 al 18 se celebran las elecciones previas para elegir las mesas electorales, ganando los intransigentes. El 17 se celebran las elecciones. Pese a su importancia, de un censo de 13.409 electores, solo votan 6.491, de los que los partidarios de Salvochea reciben 5.700 votos. La abstención fue masiva en los barrios conservadores.
El día 22 se forma el nuevo Ayuntamiento republicano federal, siendo elegido alcalde Salvochea por 31 de los 32 concejales. Toma una serie de medidas que provocan el descontento de varios sectores de la sociedad gaditana.

#### Medidas fiscales
Al suprimir los impuestos de consumos, esto es, sobre artículos de primera necesidad, se intenta compensar la reducción de ingresos fiscales creando nuevos impuestos, por lo que se suben los impuestos sobre el vino, los aguardientes, las chacinas, los huevos y el petróleo. Además se crea una tasa que deberán pagar todos los comerciantes, propietarios e industriales. 
Ante esto, ocho concejales dimiten, y los comerciantes se niegan a pagar las nuevas tasas. Estos se encuentran con que también el Gobierno Central sube sus impuestos, lo que provoca el descontento de muchos gaditanos.

#### Medidas anticlericales
- Pese a la oposición de muchos, y a pesar de las peticiones para que no se haga, se derriba el convento de Candelaria, desalojando antes a las 21 religiosas agustinas que lo ocupaban. Esta medida provocó una protesta del cónsul de Estados Unidos.
- Se derriba la capilla del Pópulo y el convento de la Merced.
- Se cambian los nombres de las calles y plazas con referencias religiosas y se retiran todas las imágenes religiosas de los lugares públicos.
- Se incauta el convento de Santa Catalina, llevando sus cuadros (varios de Murillo) al Museo Provincial.
- También se incauta el convento de San Francisco, lo que origina una protesta del cónsul de Francia, ya que en ese convento estaba (y sigue estando actualmente) la capilla de San Luis, perteneciente a la nación francesa.

#### Medidas sociales. Jornada laboral de 8 horas
En el aspecto social, el Ayuntamiento se preocupó y trató de resolver el problema de los mendigos, procuró regular la venta del pan para evitar abusos y abogó por proteger a los más desfavorecidos.
La medida más importante que tomó, probablemente pionera, fue en el aspecto laboral, tratando de subir los sueldos de la clase trabajadora y de regular la jornada.
Se decidió subir el salario diario del personal de la Comisión de construcción de edificios del Ayuntamiento en 2 reales diarios, y establecer la jornada de 8 horas. Esta medida provocó que, los días 8 y 9 de mayo, se celebrase una huelga general en la ciudad, pidiendo todos los trabajadores las mismas mejoras. Pero solo lo consiguieron los albañiles, provocando el resto de los trabajadores huelgas intermitentes durante los meses de mayo y junio.

#### Medidas militares
Se armaron los batallones de voluntarios de la República, herederos de los batallones de voluntarios que habían sido disueltos tras los sucesos de diciembre del 68.

##### LosVoluntarios de la República
Una vez proclamada la República, se autoriza la creación de 80 batallones de voluntarios en toda España. Estos debían estar formados por individuos adeptos al régimen que se comprometieran a salvaguardar la República de amenazas internas y externas.
Salvochea, que había comandado el segundo batallón de Voluntarios de la Libertad y había estado implicado en los tristes sucesos de diciembre de 1868 en Cádiz, consciente de la importancia de disponer de una fuerza armada adepta, organiza ya en los primeros días de abril los batallones de Cádiz. Para ello llama a sus antiguos compañeros de armas y abre un centro de reclutamiento en el número 18 de la calle Bomba.
Se forman en Cádiz dos batallones de infantería y uno de artillería. Los de infantería están formados por 8 compañías cada uno, y el de artillería por compañías de artillería de plaza (4), artillería montada (2) y zapadores-bomberos. En total suman algo más de 1000 hombres, y su armamento son 700 carabinas, 14 cañones móviles y la artillería de costa de la plaza de Cádiz.
Para comprar armas y uniformes para los voluntarios, el Ayuntamiento decide el 27 de mayo vender la custodia de la catedral, valorándola en 70.000 escudos. Al no encontrar comprador, el 11 de junio decide venderla por partes. Ambas medidas fueron muy mal recibidas por muchos gaditanos. Solo los sucesos de julio (la proclamación del cantón) impidieron esa venta.
En San Fernando hubo enfrentamientos entre los voluntarios y las fuerzas de Infantería de Marina, que, siguiendo las órdenes del jefe del departamento marítimo, se negaron a entregar armas a los voluntarios.

### La República Federal
El 7 de junio de 1873 se proclama en Madrid la República Federal, y el 8, al llegar la noticia a Cádiz, se celebra una gran manifestación republicana.
Los concejales se reúnen el 19 de junio en el Ayuntamiento para analizar las diferentes posturas:
- Unos quieren convertir a Cádiz en una ciudad hanseática.
- Otros defienden formar un cantón provincial.
- Otros creen que Las Cortes no aprobarían cantones uniprovinciales, y que toda Andalucía la Baja debería ser un solo cantón, con lo que Cádiz quedaría absorbido por Córdoba o Sevilla.
- La opinión más generalizada, y la que aprueba la mayoría, es formar un cantón con Cádiz y San Fernando, siendo aprobada esta moción por 18 votos a favor y 2 en contra.

Pero mientras tanto, a nivel nacional, la situación es cada vez más complicada. Se sufre una fuerte crisis económica, la situación laboral es muy mala, la política inestable y, además, se ha reactivado la Guerra Carlista. Ante todos estos problemas, Pi y Margall propone posponer los cambios sociales, lo que es muy mal recibido. Al empeorar la situación de la Guerra Carlista, propone suspender las garantías constitucionales, lo que hace que se le acuse de querer acabar con las libertades. En toda España se producen una serie de sucesos e incidentes (Jerez de la Frontera, Sevilla, Alcoy, etc.).
El 12 de julio, Cartagena proclama su cantón, ante lo que Pi dimite el 18 de julio.

## El Cantón de Cádiz

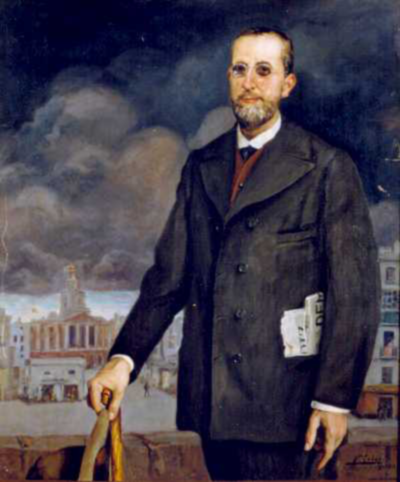
Retrato de Fermín Salvochea.

En la madrugada del 19 de julio de 1873, Fermín Salvochea recibe un telegrama de Sevilla en el que le comunican que se ha proclamado el Cantón Federal Libre e Independiente de Sevilla, lo que pone en conocimiento de los gobernadores civil y militar. El gobernador civil cede su mando al Alcalde Salvochea, mientras que el Brigadier Don Pedro Eguía se suma al movimiento.
Según relató el cónsul de Estados Unidos en la ciudad en el informe que envió a su gobierno calificando lo sucedido como "una auténtica revolución", el cantón de Cádiz se proclamó nada más conocerse que se había formado el Gobierno de Salmerón.
A las 6 de la mañana empiezan a repicar las campanas del Ayuntamiento, a las que siguen todas las de la ciudad, para anunciar a los gaditanos la noticia. Mientras tanto, las fuerzas de voluntarios y las del Ejército se reparten por lugares estratégicos de la ciudad, y en el Ayuntamiento se iza la bandera roja del cantón gaditano.
Fermín Salvochea se instala en el Palacio de la Aduana, y, en contra de lo acordado un mes antes por el Ayuntamiento, forma con algunos de sus concejales y con algunos de los miembros de la Diputación Provincial el Comité de Salvación Pública de la Provincia, publicando su primer manifiesto en el que comunica la creación del cantón Provincial, asumiendo el Comité la representación de la provincia hasta tanto que por un medio democrático directo se constituya definitivamente. Publica también una segunda proclama en la que, además de comunicar los nombres de los miembros del comité, dice:

El comité se ocupará sin descanso, en la adopción de los medios necesarios para salvaguardar a la república y contrarrestar el espíritu centralizador de las organizaciones pasadas y salvar para siempre al pueblo español de todas las tiranías.

El Comité de Salud Pública además comunicó que se había constituido "con objeto de salvar a la República federal, secundando el movimiento iniciado en Cartagena, Sevilla y otras poblaciones". Tanto el gobernador civil como el militar se habían sumado a la insurrección y la bandera roja cantonal comenzó a ondear en todos los edificios oficiales.
Acuerdan telegrafiar al Capitán General del Departamento Marítimo y a los Comandantes Militares de Algeciras, Ceuta, San Fernando y Jerez de la Frontera, así como a todos los alcaldes de la provincia, invitándoles a secundar el movimiento.
Ordenan al Gobernador Militar de Cádiz entregar armas a los Voluntarios, y al Delegado del Banco que ingrese las recaudaciones hechas para el Tesoro en las arcas del Comité. Autoriza a los Ayuntamientos a acuñar monedas de oro y plata con los objetos incautados a la Iglesia católica.
Por la tarde, el Comité publica en el Boletín Oficial de la Provincia sus primeros acuerdos:
- Disuelve la Diputación Provincial, quedando cesantes todos sus empleados.
- Prohíbe la enseñanza religiosa en las escuelas públicas y enseñanzas oficiales, sustituyéndola por moral universal.
- Decide abolir todas las asociaciones que tengan por base el celibato, por ser este un estado contrario a la naturaleza humana, incluyendo expresamente a los conventos de religiosas, y ordenando incautar sus edificios.
- Suprime la lotería.
- Suprime el impuesto sobre cédulas de vecindad.
- Seculariza los cementerios, ordenando la desaparición de las capillas existentes en los mismos.
- Incauta todos los bienes del Estado.
- Suprime todos los tratamientos.
- Declara abolida la odiosa contribución de puertas y consumos
- Desestanca el tabaco.
- Incauta todos los edificios destinados al culto, salvo las parroquias, los de propiedad particular y los pertenecientes a patronatos.
- Queda abolido el uso del Papel Sellado.
- Declara separada la Iglesia del Estado, prohibiendo todo signo de culto externo.
- Incauta los libros y archivos parroquiales, incorporándolos al Registro Civil.
- Establece las retribuciones de los Voluntarios de la República, suprime las quintas y las matrículas de mar, terminando con el servicio militar obligatorio.

Estas y otras medidas que fueron tomando trataban de definir un cantón independiente del poder central, ya que pretendía tener en sus manos la Hacienda, la Enseñanza y las Fuerzas Armadas.
La primera localidad en sumarse al movimiento fue San Fernando, donde se producen enfrentamientos con la Marina de guerra, que no se suma al movimiento cantonal.
El cónsul norteamericano en Cádiz informó inmediatamente a su gobierno de la "revolución" gaditana:

Ayer 19 de julio en Cádiz ha tenido lugar un auténtica revolución. A las 6, la campana del Ayuntamiento, anunciaba que algo extraordinario estaba sucediendo. Momentos después fue creado un Comité de Salud Pública con atribuciones de soberanía e independencia. Se aseguró que el movimiento se inició por un telegrama enviado desde Madrid en el cual se informaba de la formación de un Ministerio presidido por Salmerón. Las autoridades civil y militar han resignado sus poderes en manos del Comité. [...] Las oficinas del telégrafo han sido ocupadas por la milicia por orden del Comité. [...] La milicia ha tomado posesión de los cuarteles de la Guardia Civil y carabineros, que fueron inmediatamente desarmados. [...] La artillería ha sido respetada porque está al lado del movimiento. Las ciudades vecinas han seguido el ejemplo, aunque Jerez parece estar por el orden. En San Fernando, la milicia está con el movimiento, pero el almirante del Departamento no reconoce la autoridad del Comité ya que afirma que la autonomía no tiene que ver con la autoridad sobre los barcos de guerra que dependen del poder central. Espera órdenes de Madrid. Por otra parte, en Cádiz la tranquilidad es completa. Se han enviado a San Fernando fuerzas populares para intentar la rendición de los marinos. Se dice que se ha dado orden de encarcelar a todos los oficiales de Marina. El almirante Sibila y el comodoro Montojo con sus familias, se han presentado en este consulado pidiendo protección. [...] En total 17 personas. Espero más. Algún barco debería recoger a estos refugiados

Pero las medidas tuvieron poco eco en la sociedad gaditana. Ante la noticia de los enfrentamientos de San Fernando, unos 30.000 gaditanos abandonan la ciudad dirigiéndose al Puerto de Santa María. Pero, al estar cerca de esta ciudad las tropas del Ejército de Jerez, que no apoyaban el movimiento cantonal, muchos gaditanos volvieron a Cádiz.
El Ayuntamiento cierra al público 18 lugares de culto, entre sagrarios, capillas y conventos. Solo quedan abiertas al público cuatro parroquias.
Se unen al cantón gaditano algunas localidades, como Puerto Real, La Línea de la Concepción, Vejer de la Frontera, etc. Pero las más importantes no lo hacen:
- Algeciras se constituye en cantón independiente.
- Jerez intenta adherirse al movimiento, pero la intervención conjunta del Ejército, Guardia Civil y Carabineros lo impide, y los Voluntarios son desarmados.
- En el Puerto de Santa María hay indecisión. Y acaba no adhiriéndose al movimiento cantonal.

Ante el temor de que la población abandone la ciudad con sus bienes, y para evitar que tenga conocimiento de lo que pasa en el resto de la provincia, especialmente de los enfrentamientos con la Armada en San Fernando, el Comité prohíbe la salida de la ciudad de toda clase de efectos y queda abolida la libertad de imprenta.

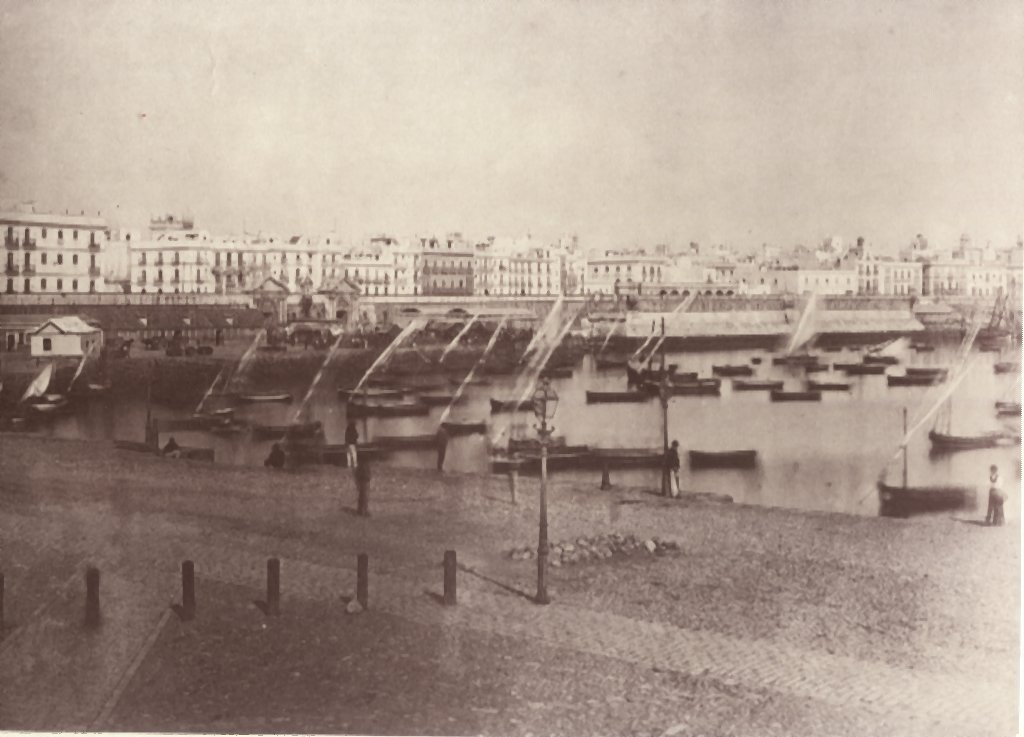
El puerto de Cádiz visto desde la estación de ff.cc. en el. Se puede ver la Puerta del Mar.

Ante la grave situación que se está fraguando, varios buques de guerra extranjeros se congregan en el puerto de Cádiz, para ayuda de sus nacionales. Son:
- La goleta austriaca Velebich
- La  fragata inglesa The Triumph
- La corbeta brasileña Nich Teroy
- La corbeta portuguesa Don Henrique
- La corbeta blindada francesa Jeanne d'Arc

Las escaramuzas entre los Voluntarios y las tropas de Marina en San Fernando pasan a convertirse en guerra abierta.

### Enfrentamientos en San Fernando
Del Cantón de Sevilla recibieron abundante material de guerra y su posición se vio reforzada con la incorporación al cantón de La Línea de la Concepción y de San Fernando, pero no así la base naval cuyo comandante "no reconoce la autoridad del Comité... [ya que] los barcos de guerra dependen del poder central", por lo que "espera órdenes de Madrid", según relata el cónsul norteamericano. Cuando desde La Carraca se bombardea Cádiz, el Comité de Salud Pública acusa en un Manifiesto a los marinos de que lo que pretenden es "tiranizar al pueblo, concluir con las libertades patrias y obtener ascensos y condecoraciones a costa de nuestra sangre".
Hay desavenencias en San Fernando entre el capitán general del Departamento Marítimo y el Ayuntamiento republicano-federal, ya que este pretende que la Armada arme a sus batallones de Voluntarios de la República, a lo que se niega la autoridad militar naval. Para evitar sorpresas, el capitán general da orden de alistamiento el día 5 de julio a la guarnición del Cuartel de Infantería de Marina. Esta medida es aprobada por el Gobierno central, por lo que transcurren los días en un compás de espera.
Al proclamarse el 19 el cantón gaditano y apoyar el movimiento San Fernando, el recién creado Comité de Salud Pública de La Isla toma como primera disposición prepararse para un enfrentamiento armado.
Desde Cádiz, Salvochea telegrafía al Capitán General para que se una al movimiento cantonal. Este rechaza la propuesta, contestando que, al igual que en todas las repúblicas federales, la Armada depende del poder central.
Las hostilidades empiezan en la noche del 19, intercambiándose disparos de fusilería entre Voluntarios e Infantes de Marina. Ante la situación, Salvochea envía a San Fernando el día 20 cuatro cañones, dos compañías de Artillería del Ejército y 6 compañías de voluntarios, ante lo cual las tropas de Marina se acuartelan en el Arsenal de La Carraca. Las tropas de los cantonalistas son reforzadas el 21 con un remolcador de la Armada que se pasa al cantón y 900 hombres con dos cañones más, que llegan a San Fernando por ferrocarril al mando del Brigadier Eguía. Este envía un ultimátum al capitán General, conminándole a rendirse a las 9 de la mañana del día 22.
A las 9 de la mañana del día 22, las tropas de la Marina han ocupado Puerto Real y desarmado a los voluntarios. Varios buques de la Armada han tomado posiciones en la Bahía gaditana, bombardeando la vía del ferrocarril para evitar la llegada de refuerzos de Cádiz a San Fernando. Durante dos días hay intercambio de disparos sin producir víctimas, pero con grandes destrozos en el barrio de San Carlos, en San Fernando. 
Tras una tregua los días 24 y 25, durante la que el cónsul de los Estados Unidos intenta mediar entre los contendientes, el 26 se reanudan las hostilidades. Pese al intenso fuego artillero hay pocas víctimas. Las únicas víctimas mortales son cuatro voluntarios, entre ellos el alcalde de San Fernando, que fallecen al estallarles el cañón que estaban utilizando.
El 27, el Gobierno organiza en Jerez un cuerpo militar expedicionario que desbarata una partida de voluntarios que trataba llegar desde Sanlúcar de Barrameda para apoyar a los cantonalistas de San Fernando. El 28 hay intercambio de disparos entre los buques de la Armada y los fuertes de artillería de costa de Cortadura, Puntales y Torregorda. El 29 los cantonalistas producen daños a la corbeta Doña María de Molina y a la fragata Villa de Bilbao. El día 30 la fragata Villa de Madrid se pasa al cantón.
El 30, las tropas del General Pavía han ocupado Sevilla y se dirigen a marchas forzadas hacia San Fernando y Cádiz, llegando sus avanzadillas a Puerto Real el 2 de agosto.
Los voluntarios se retiran de San Fernando para hacerse fuertes en Cádiz. Las tropas de Marina ocupan San Fernando y desarman a los voluntarios que quedan.

### El fin del cantón de Cádiz

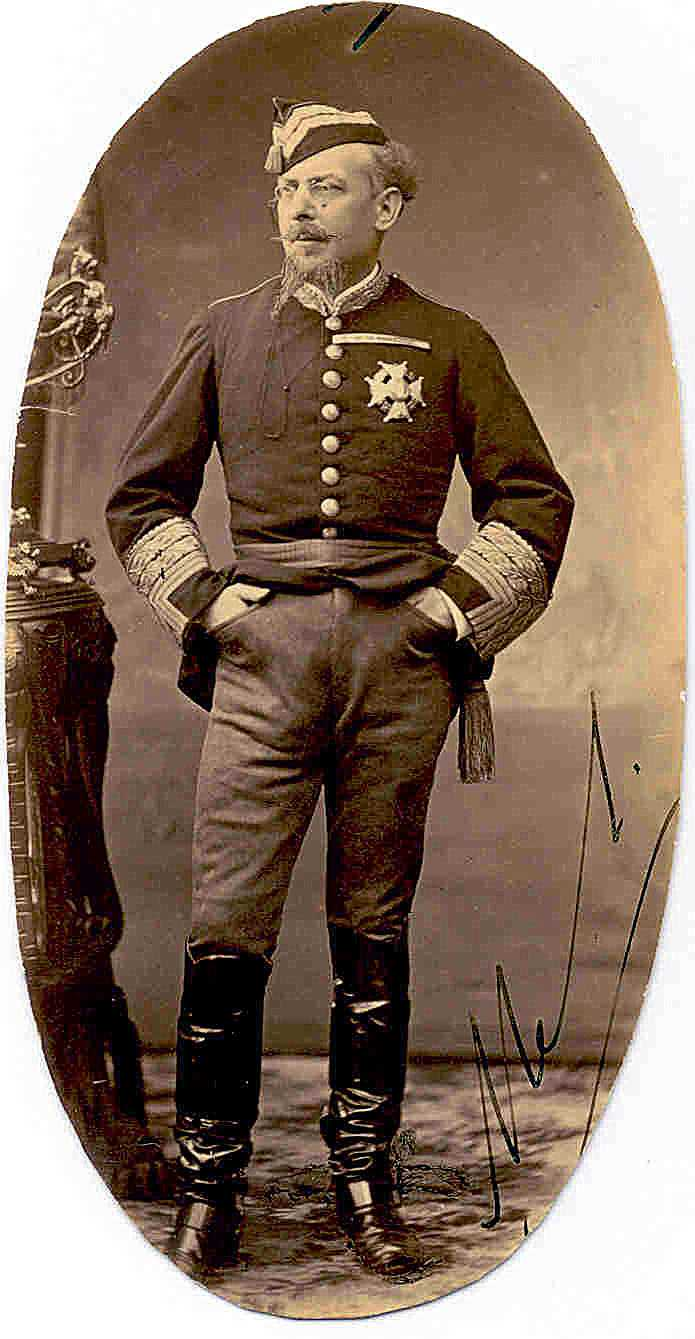
General Manuel Pavía.

Tras acabar con el cantón de Sevilla, el 2 de agosto una parte de las tropas del general Manuel Pavía salió de Sevilla en dirección a Jerez de la Frontera de donde desalojaron al día siguiente a los cantonales, que huyeron a San Fernando o a Cádiz. Ese mismo día el grueso del ejército de Pavía se encontraba a las puertas de Cádiz en San Fernando, donde tomó la estación de ferrocarril sin disparar un tiro. El general Pavía se negó a entablar ningún tipo de negociación para la rendición de la capital del cantón de Cádiz por lo que el Comité de Salud Pública, viéndose cercado por tierra y por mar -había en su bahía barcos de diversos países dispuestos a capturar a los barcos cantonales que ondearan la bandera roja- entregó el poder al Cuerpo consular acreditado en Cádiz que, después de comunicar cada cónsul con su gobierno respectivo, hizo público un manifiesto notificando el hecho y solicitando la cooperación a fin de que no se altere el orden -que mantuvo gracias a la colaboración del gobernador militar nombrado por el Comité de Salud Pública, el brigadier Eguía-. Así poco después Pavía hizo su entrada en Cádiz al frente de sus fuerzas y a continuación dispuso que parte de ellas se ocuparan de desarmar a las fuerzas cantonales de los pueblos importantes de la provincia, telegrafiando previamente a San Roque, Algeciras y Tarifa: «caeré sobre ese pueblo con todas mis fuerzas y el tren a batir y haré castigos ejemplares». También ordenó el ingreso en el castillo de Santa Catalina para formales consejo de guerra de los jefes y oficiales del regimiento de artillería a pie que se había sumado a la rebelión. Una de las localidades donde la represión fue más dura fue Sanlúcar de Barrameda, donde la rebelión iniciada a finales de junio había estado protagonizada por los internacionalistas de la sección española de la AIT. Fueron encarcelados 74 insurrectos y unos 200 lograron huir para evitar la detención.
Otra versión de la caída del cantón, no referenciada, fue que el día 3 de agosto el Comité de Salud Pública, ante la inminente llegada de las tropas de Pavía, anuncia la resistencia a ultranza, lo que provoca que miles de gaditanos huyan de la ciudad hacia otros puertos del litoral, y la Fragata Navas de Tolosa sea tomada por una fuerza combinada de los buques de guerra extranjeros surtos en Cádiz. Además, los sargentos del cuerpo de Artillería del Ejército, hasta ahora con los cantonales, ocupan en nombre del poder central los puntos estratégicos de la ciudad y, tras un breve tiroteo, el palacio de la Aduana, disolviendo al Comité. Fue entonces cuando los cónsules extranjeros Benedetti (Francia), Reade (Inglaterra), Kropf (Prusia), Christopherson (Suecia), Alcon (Italia) y Damaso de Moraes (Portugal) se hacen cargo del mando de la ciudad a la espera de la llegada de las tropas gubernamentales, llegando primero las tropas de la Marina y, un poco después, las del General Pavía, finalizando la aventura del Cantón de Cádiz.
El resultado de la revuelta cantonal de Cádiz, pese al intenso intercambio de fuego artillero, fue de 3 muertos y 4 heridos graves en las filas de la Armada y de 10 muertos y un centenar de heridos en las de los cantonalistas.